# Hákun Djurhuus

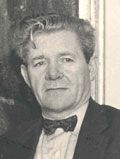
Hákun Djurhuus

Hákun Djurhuus (* 11. Dezember 1908 in Tórshavn; † 22. September 1987) war ein färöischer Politiker der Volkspartei (Fólkaflokkurin). 
Hákun Djurhuus war 1946–1980 Mitglied des Løgtings, 1950–1951 dessen Vorsitzender, 1951–1956 Minister in der Landesregierung der Färöer, 1957–1960 und 1968–1973 Mitglied des dänischen Folketing und 1963–1967 Ministerpräsident der Färöer. Gleichzeitig war er Parteivorsitzender.
Hákun war der Sohn von Armingard oder Armgarð Maria, geb. Djurhuus aus Tórshavn und Joen Hendrik D. Poulsen aus Skúvoy. Die Brüder Janus Djurhuus und Hans Andrias Djurhuus waren seine Onkel. Er war verheiratet mit Hjørdis, geborene Kamban. Bemerkenswert ist, dass Hákun auf den Geburtsnamen seiner Mutter getauft wurde, was zu dieser Zeit sehr ungewöhnlich war.
Nach Ende seiner Ausbildung 1932 war Djurhuus Lehrer in Skálabotnur und Innan Glyvur und 1934–1976 Lehrer in Klaksvík. Allerdings war er durch seine politische Tätigkeit die meiste Zeit freigestellt, wie sich Finnbogi Ísakson erinnerte, der 1950–1960 Schüler in Klaksvík war:

„Ich glaube mich zu erinnern, dass in neun Jahren HD auf meinem Stundenplan stand. Das bedeutete Hákun Djurhuus, aber er war leider kaum mein Lehrer: Zwei der ersten Dänischstunden in der 2. Klasse und eine Stunde in der Realschule. Vielleicht hatte Hákun Djurhuus eine Sonderstellung, weil er 1951–1957 Minister war...“

Er war Chefredakteur der Zeitung Norðlýsið und sorgte dafür, dass sein berühmter Onkel Janus regelmäßig Artikel für die Zeitung schrieb.